# Jugendschach

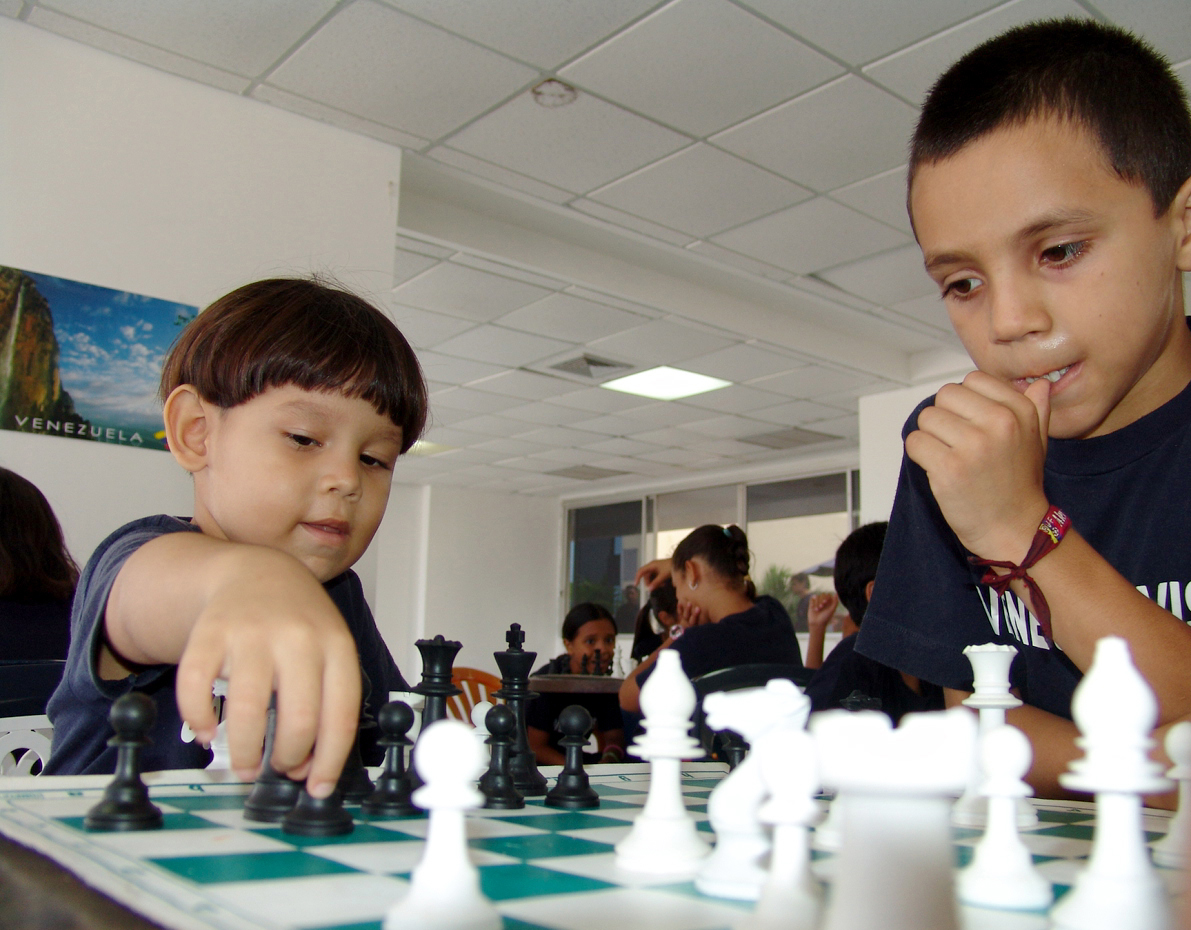
Jugend-Schachstunde in Venezuela (Nueva Esparta)

Mit Jugendschach wird die Jugendarbeit im Bereich des Schachsports bezeichnet.
Es bestehen Jugendgruppen in den meisten Schachvereinen und vielerorts Schachgruppen an Schulen („Schulschach“). Dabei werden die Jugendlichen in verschiedene Altersklassen eingeteilt (U8 bis U18). Eine Übergangsstufe bildet die Altersgruppe der Junioren, die im Schach die unter 20-Jährigen (U20) umfasst. Die meisten Vereine im Deutschen Schachbund (DSB) haben eine eigene Jugendabteilung mit einem Jugendleiter, der zumeist auch dem Vorstand angehört.

## Geschichte
Das Verhältnis zwischen Schachlehrern und ihren (jugendlichen) Schülern vollzog sich jahrhundertelang auf individueller Basis. Mit Verstärkung des sportlichen Charakters des Schachs wurde im 20. Jahrhundert die Förderung von Jugendspielern als Aufgabe des organisierten Sports erkannt. Das erste besondere Jugendturnier fand am Rande des Barmer Schachkongresses im Jahr 1905 statt. Vermutlich gab es vorher bereits vereinzelt lokale Jugendturniere.
Nach dem Ersten Weltkrieg erlebte das Jugendschach speziell in der Sowjetunion einen großen Aufschwung. Hier ist einer der Gründe für den Aufstieg der Russischen Schachschule zu sehen. Auch in Deutschland intensivierte während der Zeit des Nationalsozialismus der Großdeutsche Schachbund die Förderung von Nachwuchsspielern.
Seit ungefähr 1950 wurden in vielen Ländern die Jugendspieler zunehmend organisiert und zu Meisterschaften herangeführt. Im Westen Deutschlands erlebte das Jugendschach nach Gründung der Deutschen Schachjugend im Jahr 1971 eine Aufwärtsentwicklung. Die Initiative dazu war in erster Linie Christian Zickelbein zu verdanken, der bereits Ende der 1950er Jahre den Hamburger Schachjugendbund mitbegründet hatte.
→ zum Schulschach in Deutschland siehe den Absatz Schulschach in Deutsche Schachjugend

## Organisation des Jugendschachs
In fast allen Staaten finden nationale Jugendmeisterschaften statt. Der Weltschachbund FIDE organisiert seit 1951 (und seit 1982 für Mädchen) Weltmeisterschaften, die heute als U20-Juniorenweltmeisterschaften (Altersklasse Unter 20) firmieren. Für andere Altersstufen werden seit 1977 besondere Jugendweltmeisterschaften ausgespielt. Seit 1991 veranstaltet die European Chess Union zudem eine Jugendeuropameisterschaft in mehreren Alterskategorien. Von 1971 bis 2002 gab es darüber hinaus eine von der FIDE eingeführte Europameisterschaft für die Junioren bis 20 Jahre.
In Deutschland sind über 30.000 unter 18-jährige Jugendspieler in Vereinen organisiert. Die Zahl der regelmäßig schachspielenden Kinder und Jugendlichen (z. B. in Schulschach-AGs) ist aber weitaus höher und wird von Experten auf rund 150.000 geschätzt.

## Schulschach innerhalb Deutschlands
Im Jahr 1996 wurde die Deutsche Schulschachstiftung e. V. von Kurt Lellinger in Halle gegründet. Der Verein möchte die Tradition des Schulschachs ausbauen und pflegen. So veranstaltet er seit 2001 Patentausbildungen und seit 2007 finden Schulschachkongresse statt.

## Schulschach außerhalb Deutschlands
Schach ist seit 2011 Pflichtfach an den Grundschulen in Armenien. In keinem anderen Land nimmt Schach in der Schule einen vergleichbaren Stellenwert ein.

## Schachliteratur für die Jugend
In der Schachliteratur sind spezielle Lehrbücher für Jugendliche zu erwähnen. Es bestehen darüber hinaus vereinzelt besondere Zeitschriften, darunter das in Deutschland seit 1988 erscheinende Magazin JugendSchach.